# فهرست وب

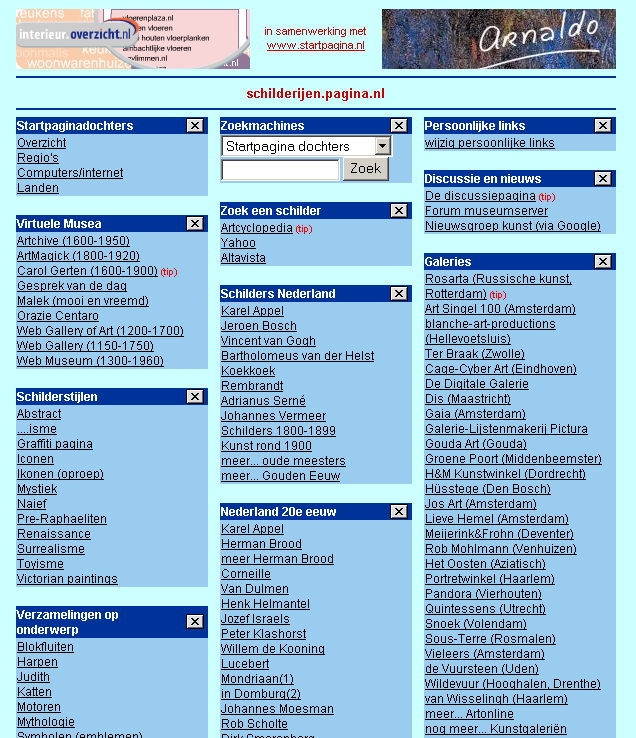
فهرست وب

یک فهرست وب یا لینکدونی(عامیانه) یا دایرکتوری وب نوعی وبگاه است که در آن فهرستی از وبگاه‌های دیگر به شکل دسته‌بندی شده قرار دارد. فهرست‌های وب در کنار موتورهای جستجوی وب دو راه عمده برای جستجوی مطالب در وب به‌شمار می‌روند. از آن‌جا که محتوای فهرست‌های وب معمولاً به صورت دستی (و نه به صورت خودکار) تهیه و نگهداری می‌شود، این فهرست‌ها معمولاً حاوی نتایج مرتبط‌تری به موضوع مورد جستجو هستند. (ویژگی بالا) اما نتایج آن‌ها محدود است (حساسیت پایین) و به اندازهٔ موتورهای جستجو به‌روز و سریع نیستند.
فهرست لینک‌ها یا لینکدونی در پیام رسان تلگرام، امروزه بیشترین کاربرد را داد که شامل معرفی لینک‌های کانال‌ها، گروه‌ها و ربات‌ها می‌باشد که جستجوی لینک در بستر این پیام‌رسان را تسهیل بخشیده‌اند.
با گسترش ابزارهای متعدد هوش مصنوعی و نرم افزارهای به عنوان سرویس (SaaS) دایرکتوری‌های متعددی در این زمینه ها ایجاد شده اند که به افراد کمک می‌کنند ابزارهای مرتبط با این حوزه ها را به سادگی پیدا کنند.
1. ↑  «فهرست وب سایت‌ها (وب دایرکتوری)». مجله اینترنتی گویا آی‌تی. ۱۶ اردیبهشت ۱۳۹۰. دریافت‌شده در ۸ مه ۲۰۱۱.
2. ↑  «Directorio Web».
3. ↑  "EV Web Directory". webdirectoryphil. {{cite news}}: Cite has empty unknown parameter: |título= (help)
4. ↑  Champeau, Guillaume (2014-09-27). "Yahoo ferme l'annuaire web qui a fait Yahoo - Tech". Numerama (به فرانسوی). Retrieved 2019-03-09. {{cite web}}: Cite has empty unknown parameters: |urltrad=، |subscription= و |coauthors= (help)
5. ↑  AI Directories, Best Of AI, 2024-11-25, retrieved 2024-11-27

### فهرست‌های وب خارجی
- فهرست وب یاهو
- فهرست لینک تلگرام
- پروژه فهرست آزاد
- بیوگرفیکان، فهرست از وبگاه‌های حاوی بیوگرافی اشخاص
- Seo Directories Dizin
- Add Link Directory
- Dizin
- بخش فارسی پروژه فهرست آزاد

### فهرست‌های وب ایرانی
- فهرست وب سایت‌های ایران